# Anthrax (diptère)
Pour les articles homonymes, voir Anthrax.
Genre
Anthrax est un genre d'insectes diptères brachycères de la famille des Bombyliidae.

## Liste d'espèces rencontrées en Europe
Selon Fauna Europaea (3 juin 2014)
- Anthrax aethiops
- Anthrax anthrax
- Anthrax binotatus
- Anthrax bowdeni
- Anthrax chionostigma
- Anthrax dentata
- Anthrax francoisi
- Anthrax giselae
- Anthrax johanni
- Anthrax pelopeius
- Anthrax pilosulus
- Anthrax punctulatus
- Anthrax sticticus
- Anthrax trifasciatus
- Anthrax varius
- Anthrax virgo
- Anthrax zonabriphagus